# 도널드 헌스버거
도널드 헌스버거(Donald Hunsberger, 1932년 8월 2일 ~ 2023년 11월 5일)는 미국의 지휘자이자 편곡가였다. 그는 1965년부터 2002년까지 이스트먼 윈드 앙상블(Eastman Wind Ensemble)의 지휘자로 재직했다. 또한 이스트먼 스쿨 오브 뮤직에서 지휘 교수직을 역임했다. 일반적으로 20세기 현대 관악 앙상블의 부상에 주요 공헌자로 간주되는 헌스버거의 주목할만한 공헌에는 관악을 위한 음악 지휘, 녹음 및 편곡이 포함된다.

## 나중의 삶과 죽음
나중에 헌스버거는 무성 영화의 음악을 다시 녹음하고 주요 심포니 오케스트라와 함께 공연을 지휘했다. 사망할 때까지 헌스버거는 이스트먼 윈드 앙상블의 명예 지휘자였다.
헌스버거는 2023년 11월 5일 91세의 나이로 뉴욕주 피츠퍼드에서 사망했다.